# Тетрода
Тетрода је врста електронске цијеви са четири електроде смјештене у стаклени или метални балон са вакуумом. Загријана катода емитује електроне, који иду према позитивној аноди.
Прва решетка, која се налази између катоде и аноде омогућује регулацију струје у цијеви, и њену употребу у улози појачавача или прекидача. Друга решетка служи за смањење капацитета анода-прва решетка, и тиме омогућује појачавање сигнала високих фреквенција без уласка у самоосцилације.

## Историја
За историјат, погледати чланак Електронска цијев.

## Начин рада и опис
Триода је имала задовољавајуће карактеристике за неке намјене, али постојали су и недостаци:
релативно мали фактор појачања и слаб рад на високим фреквенцијама (због релативно великог капацитета анода-решетка). Да би се ове слабости отклониле, произведене су тетроде код којих је додата и друга решетка (заштитна решетка, енгл. screen grid, ознака G2) у простору између аноде и прве решетке.
Пошто је друга решетка била под позитивним напоном (али обично уземљена за наизмјенични сигнал преко кондензатора), капацитет анода-прва решетка је опао скоро на нулу и омогућено је појачавање сигнала много виших фреквенција него код триоде, без уласка у самоосцилације. Друга предност тетроде је био виши фактор појачања, због знатно смањеног утицаја анодног напона на прву решетку.
Нажалост, са увођењем друге решетке уведен је и један проблем. Електрони велике брзине би при удару у аноду избацивали из ње секундарне електроне, који би често завршавали на другој решетки. Ово је повишавало струју друге решетке, смањивало фактор појачања тетроде и доводило до изобличења сигнала. У екстремним случајевима, ово је могло довести и до растапања друге решетке услијед превелике температуре.
За појачавање снаге често је кориштена и варијација тетроде названа млазна тетрода (енгл. beam tetrode).

## Примјена
Електронске цијеви тетроде су кориштене у електроници, углавном за високофреквентно појачање.

## Струјно-напонске карактеристике
За одређивање радне тачке триоде су се користиле струјно-напонске карактеристике које је обезбјеђивао произвођач цијеви.
Оне су приказивале зависност анодне струје Ia о напону аноде (Va или Ua) и прве решетке (Vg1 или Ug1) и друге решетке (Vg2 или Ug2).
На графу је приказана карактеристика за стални напон друге решетке Ug2 од 250 V. Може се видјети да при малим анодним напонима Ua, долази до одласка приличног броја електрона на другу решетку, па карактеристика има такозвано тетродно удубљење.
При вишим анодним напонима, ово све мање долази до изражаја, јер позитивнија анода све јаче привлачи секундарне електроне. Ипак, на ово се мора обратити пажња при већим измјеничним напонима на аноди.

## Симбол
Симбол тетроде је приказан на слици, са индиректно гријаном катодом.
- Симбол вакуумске тетроде.